# Comté de Lee (Caroline du Sud)
Pour les articles homonymes, voir Comté de Lee.
Le comté de Lee (en anglais : Lee County) est l'un des 46 comtés de l'État de Caroline du Sud, aux États-Unis. Nommé en hommage à Robert Lee, général de l'Armée des États confédérés, le comté est fondé en 1902. Son siège est la ville de Bishopville. Selon le recensement de 2010, la population du comté s'élève à 19 220 habitants.

## Géographie

### Charactéristiques
Le comté couvre une superficie de 1 065 km², dont 1 063 km² de surfaces terrestres.
Il compte une unique ville, Bishopville, qui est son siège de comté.

### Comtés adjacents
Le comté de Lee est bordé au nord-est par le comté de Darlington, à l'est par le comté de Florence, au sud-ouest par le comté de Sumter et au nord-ouest par le comté de Kershaw.

## Démographie
| 1910   | 1920   | 1930   | 1940   | 1950   | 1960   |
| ------ | ------ | ------ | ------ | ------ | ------ |
| 25 318 | 26 827 | 24 096 | 24 908 | 23 173 | 21 832 |

| 1970   | 1980   | 1990   | 2000   | 2010   | - |
| ------ | ------ | ------ | ------ | ------ | - |
| 18 323 | 18 929 | 18 437 | 20 119 | 19 220 | - |